# Trachyjulus simulans
Trachyjulus simulans är en mångfotingart som först beskrevs av Carl 1941.  Trachyjulus simulans ingår i släktet Trachyjulus och familjen Cambalopsidae. Inga underarter finns listade i Catalogue of Life.